# ریچارد ویلسون (فیزیکدان)
ریچارد ویلسون (انگلیسی: Richard Wilson (physicist)؛ زادهٔ ۲۹ آوریل ۱۹۲۶) یک فیزیک‌دان اهل بریتانیا و آمریکا است.
وی برنده جوایزی همچون کمک هزینه گوگنهایم شده است.